# Contrecœur (Québec)
Pour les articles homonymes, voir Contrecœur.
Contrecœur est une ville située dans la municipalité régionale de comté de Marguerite-D'Youville, dans la région administrative de la Montérégie, au Québec, au Canada.

## Toponymie
Elle est nommée en l'honneur d'Antoine Pécaudy de Contrecœur, qui était le seigneur de Contrecœur au temps de la Nouvelle-France. La devise de la Ville est « À cœur vaillant, tout est possible ».

## Histoire
- 1667-1668 : Antoine Pécaudy de Contrecœur, qui fut un militaire actif, et qui atteint le grade de capitaine du célèbre régiment de Carignan-Salières, resta au Canada au moment où le régiment fut dissous. Un certain nombre d'officiers qui restèrent, obtinrent des terres. Il fut ainsi le premier seigneur du domaine de Contrecœur dans le cadre du régime seigneurial au Québec. Son fils, François-Antoine Pécaudy de Contrecœur, hérita de la seigneurie de son père.
- 1845-1847 : Municipalité de Paroisse
- 1847-1855 : Municipalité abolie et remplacée par une organisation de comté
- 1855-1902 : Rétablissement de la municipalité de Paroisse tout en conservant l'organisation de comté

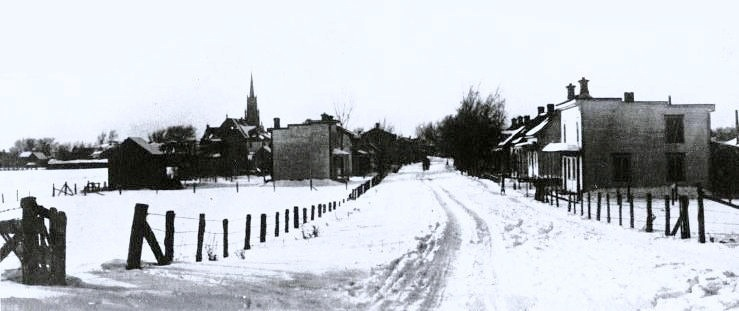
Rue de la Station vers 1910.

- 1902 : Naissance de la municipalité du Village ayant une superficie d'environ un kilomètre et demi carré autour de l'église. Le reste du territoire de Contrecœur demeure la municipalité de Paroisse.
- 1976 : Fusion des deux municipalités en une seule, la municipalité de Contrecœur.
- 1997 : Contrecœur obtient son statut de « ville ».

## Géographie
La municipalité est située sur la rive droite du Saint-Laurent et l'agglomération devant les Îles à Plante et Chipeau.

## Démographie
| 1986  | 1991  | 1996  | 2001  | 2006  | 2011  | 2016  | 2021  |
| ----- | ----- | ----- | ----- | ----- | ----- | ----- | ----- |
| 5 553 | 5 501 | 5 331 | 5 222 | 5 678 | 6 252 | 7 887 | 9 480 |

## Administration
Les élections municipales se font en bloc et suivant un découpage de six districts.
| Contrecœur Maires depuis 2001                                                                                        |                   |                                       |          |
| Élection | Maire             | Qualité                               | Résultat |
| 2001 | Suzanne Dansereau | Députée de Verchères à partir de 2018 | Voir     |
| 2005 | Suzanne Dansereau | Députée de Verchères à partir de 2018 | Voir     |
| 2009 | Suzanne Dansereau | Députée de Verchères à partir de 2018 | Voir     |
| 2013 | Suzanne Dansereau | Députée de Verchères à partir de 2018 | Voir     |
| 2017 | Maud Allaire      |                                       | Voir     |
| 2021 | Maud Allaire      | Voir                                  |          |
| Élection partielle en italique Depuis 2005, les élections sont simultanées dans toutes les municipalités québécoises |                   |                                       |          |

## Économie

### Historique
- 1994 : privatisation de l'usine Norambar par ArcelorMittal, sidérurgigue transformatrice de billets en fil, boulons et vis[6].
- 1994 : privatisation de l'usine Sidbec-Dosco, devient Ispat International[6].
- 2006 : Norambar-Stelco fut acheté par Mittal Steel Company[6].
- 2006 : Sidérurgie Ispat International fut acheté par Mittal[6].
- 2021 : le gouvernement fédéral permet à l'AMP de construire une extension du Port de Montréal à Contrecœur. Le projet prévoit créer 5000 emplois[7].

### Développement économique
À ses débuts, Contrecœur avait une vocation purement agricole. C’est vers la fin des années 1950 qu’elle développe une vocation industrielle et accueille ses premières compagnies, telles que Stelco-McMaster ltée et Dominion Steel and Coal Corporation. La ville se dote d’un parc industriel de 18 millions de pieds carrés afin de répondre aux besoins des PME et grandes entreprises. La présence d’un port ouvert à l’année longue est d’ailleurs un facteur qui favorise la ville.

## Édifices historiques
- Moulin à vent Chaput. 6070, route Marie-Victorin.
- Maison Lenoblet-du-Plessis. 4752, route Marie-Victorin.

## Lieux d'intérêt
- Bureau d'accueil touristique de Contrecœur. 4752, route Marie-Victorin.
- Maison Lenoblet-du-Plessis. 4752, route Marie-Victorin.
- Moulin à vent Chaput. 6070, route Marie-Victorin.
- Promenade sur pilotis. 5230, route Marie-Victorin.
- Église Sainte-Trinité. 4949, route Marie-Victorin.
- Église Saint-Laurent-du-Fleuve. 8749, route Marie-Victorin
- Colonie de vacance les Grèves (Domaine des Pins)[9]. 10 350, route Marie-Victorin.
- Deux marinas. 5280, route Marie-Victorin et 5010, route Marie-Victorin.
- Parc Cartier-Richard. 4752, route Marie-Victorin.
- Parc Antoine-Pécaudy. 1500, rue des Saules.
- Réserve nationale de faune des îles de Contrecœur.
- Centre multifonctionnel. 475, rue Chabot.
- Piscine municipale extérieure. 671, rue Lajeunesse.
- Centre sportif régional de Contrecœur. 1555, rue des Saules
- Maison des Jeunes de Contrecœur. 1400, rue des Saules
- Route verte, sentier pour cyclotourisme circulant dans toutes les régions du Québec, incluant celle de Montréal, Laval, Contrecœur et Lavaltrie par exemple[10].
- Navettes fluviales permettant de faire le lien entre Lavaltrie et Contrecœur sur  la rive sud du fleuve St-Laurent[11].

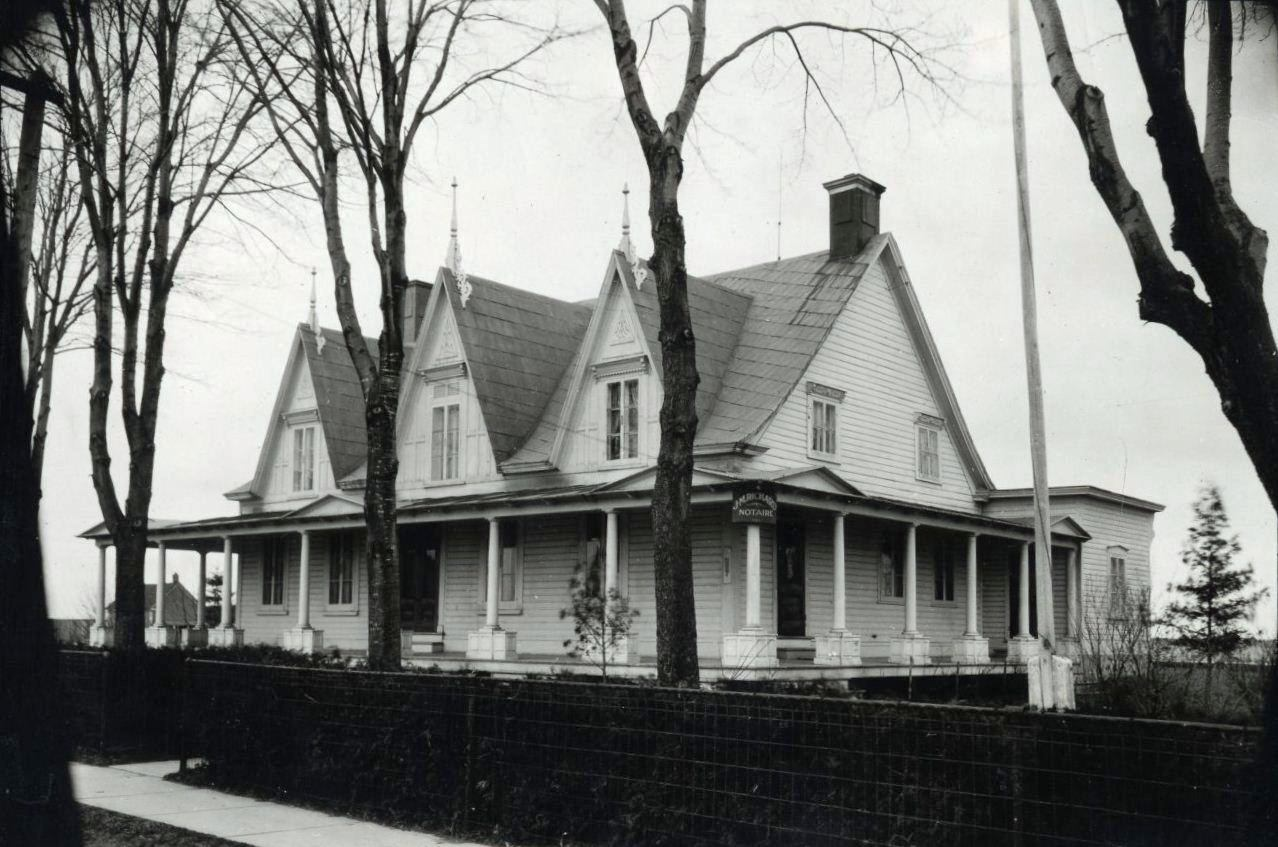
Maison Lenoblet-Du Plessis
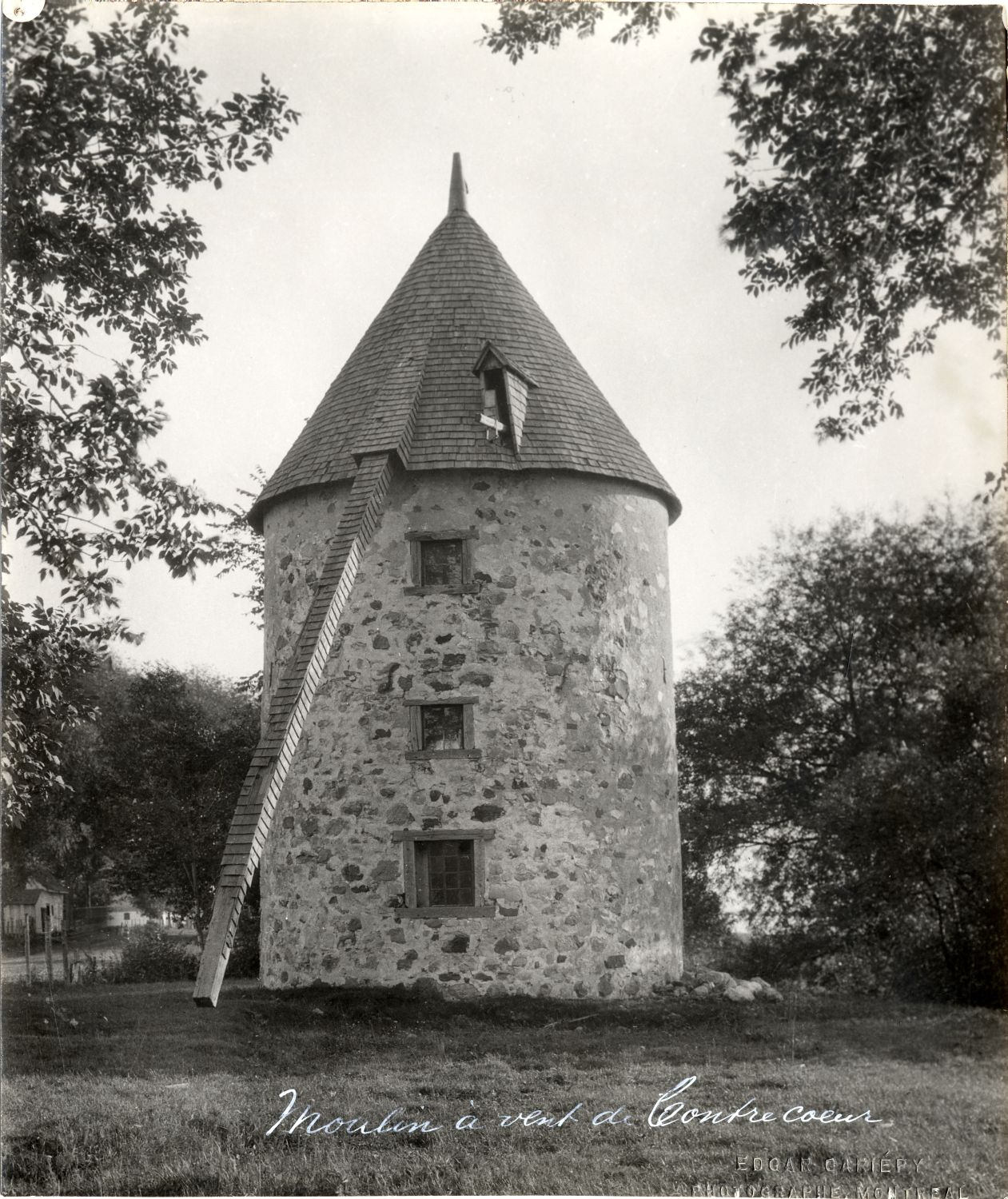
Moulin à vent Chaput.

## Transport

### Réseau artériel
- Route Marie-Victorin (132)
- Autoroute 30, Sortie 113 - Montée Lapierre (Contrecœur)
- Autoroute 30, Sortie 117 - Montée de la Pomme-d'Or (Contrecœur)
- Autoroute 30, Sortie 119 - Rue Saint-Antoine (Contrecœur)
- Autoroute 30, Sortie 126 - Montée Saint-Roch (Contrecœur)
- Route verte, itinéraire cyclable[10]
- Navettes fluviales, 5002 route Marie-Victorin[12]

### Transport en commun
Contrecœur est desservie par le réseau d'autobus d'Exo secteur Sorel-Varennes. La ligne 700, reliant Longueuil et Sorel-Tracy, dessert également Contrecœur. Il est possible de l'emprunter au terminus Longueuil à la porte 5 de l'aile G. Depuis 2019, la ligne 709 permet de faire le trajet entre Contrecœur et Longueuil directement.

## Personnalités

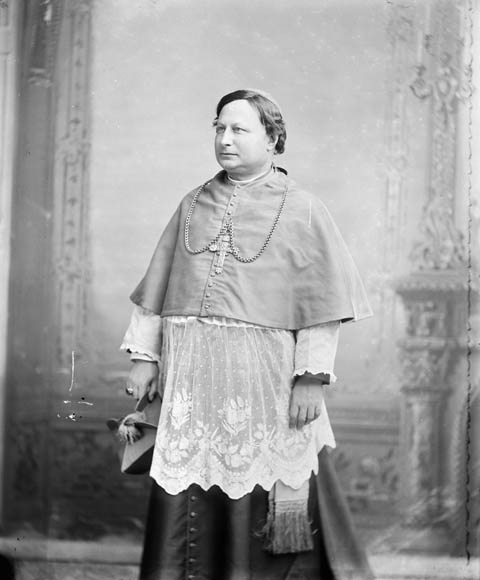
Mgr Joseph-Thomas Duhamel

- Joseph-Thomas Duhamel, premier archevêque d'Ottawa